# Sonny Clark
Sonny Clark, właśc. Conrad Yeatis Clark (ur. 21 lipca 1931 w Herminie, zm. 13 stycznia 1963 w Nowym Jorku) – amerykański pianista jazzowy.

## Życiorys
Urodził się z małym górniczym miasteczku w Pensylwanii. Od 12 roku życia mieszkał w Pittsburghu. W wielu 20 lat wyjechał do Kalifornii, gdzie rozpoczął karierę muzyczną. Współpracował z saksofonistą Wardellem Grayem, później z kontrabasistą Oscarem Pettifordem, a także z klarnecistą Buddym DeFranco, z którego zespołem występował w Stanach Zjednoczonych i Europie do stycznia 1956. Następnie występował w zespole prowadzonym przez kontrabasistę Howarda Rumseya The Lighthouse All-Stars. W 1957 był akompaniatorem Dinah Washington.
W tym samym roku przeniósł się do Nowego Jorku. Często nagrywał dla Blue Note Records jako sideman artystów hard bopowych, a także jako lider. Współpracował z takimi muzykami, jak Kenny Burrell, Donald Byrd, Paul Chambers, John Coltrane, Dexter Gordon, Art Farmer, Curtis Fuller, Grant Green, Philly Joe Jones, Clifford Jordan, Jackie McLean, Charles Mingus, Hank Mobley, Lee Morgan, Sonny Rollins, Art Taylor, Stanley Turrentine i Wilbur Ware.
Wśród płyt, które nagrał jako lider, można wyróżnić Coot Struttin', na której występują Art Farmer i Jackie McLean, a także Sonny’s Crib, gdzie grają John Coltrane i Donald Byrd.
Zmarł w 1963 na zawał serca, mając zdrowie zniszczone przez alkohol i narkotyki. Bill Evans nazwał swoją kompozycję na płycie Conversations with Myself z tego roku No N.Y.C.s Lark, co jest anagramem Sonny Clark.

## Dyskografia

### Jako lider
- 1955: Oakland, 1955 (Uptown)
- 1957: Dial „S” for Sonny (Blue Note)
- 1958: Sonny’s Crib (Blue Note)
- 1958: Sonny Clark Trio (Blue Note) z Paulem Chambersem i Phillym Joem Jonesem
- 1958: Cool Struttin' (Blue Note)
- 1960: Sonny Clark Trio (Time/Bainbridge) z George’em Duvivierem i Maxem Roachem
- 1962: Leapin’ and Lopin' (Blue Note)
- 1979: Blues in the Night (Blue Note, nagr. 1958)
- 1979: My Conception (Blue Note, nagr. 1958)
- 1980: The Art of The Trio (Blue Note, nagr. 1958)

### Jako muzyk sesyjny
z Tiną Brooksem
- Minor Move (1958)

z Serge’em Chaloffem
- Blue Serge (1956)

z Buddym DeFranco
- In a Mellow Mood (1954)
- Cooking the Blues (1955)
- Autumn Leaves (1956)
- Sweet and Lovely (1956)
- Jazz Tones (1956)

z Lou Donaldsonem
- Lou Takes Off (1957)

z Curtisem Fullerem
- Bone & Bari (1957)
- Curtis Fuller Volume 3 (1957)
- Two Bones (1958)

z Dexterem Gordonem
- Go (1962)
- A Swingin' Affair (1962)

z Benniem Greenem
- Soul Stirrin' (1958)
- The 45 Session (1958)
- Bennie Green Swings the Blues (1959)

z Grantem Greenem
- Gooden's Corner (1961)
- Nigeria (1962)
- Oleo (1962)
- Born to Be Blue (1962)

z Johnnym Griffinem
- The Congregation (1957)

z Johnem Jenkinsem
- John Jenkins with Kenny Burrell (1957)

z Cliffordem Jordanem
- Cliff Craft (1957)

z Jackiem McLeanem
- Jackie’s Bag (1959)
- A Fickle Sonance (1961)
- Vertigo (1962)
- Tippin’ the Scales (1962)

z Hankiem Mobleyem
- Poppin' (1957)
- Hank Mobley (1957)
- Curtain Call (1957)

z Lee Morganem
- Candy (1958)

z Ikiem Quebekiem
- Easy Living (1962)

z Sonnym Rollinsem
- The Sound of Sonny (1957)

z Howard Rumsey’s Lighthouse
- Mexican Passport (1956)
- Music for Lighthousekeeping (1956)
- Oboe/Flute (1956)

z Louisem Smithem
- Smithville (1958)

z Stanleyem Turrentine’em
- Jubilee Shout!!! (1962)

z Donem Wilkersonem
- Preach Brother! (1962)